# Usolje
Usolje – miasto w Rosji, w Kraju Permskim. W 2010 roku liczyło 5694 mieszkańców.